# Mistrzostwa Europy w Wioślarstwie 2008 – dwójka bez sternika kobiet
Dwójka bez sternika kobiet (W2-) – konkurencja rozgrywana podczas Mistrzostw Europy w Wioślarstwie 2008 w Atenach między 19 a 20 września.

## Harmonogram konkurencji
| Wydarzenie               | Runda           |
| ------------------------ | --------------- |
| Piątek, 19 września 2008 | Wyścig pokazowy |
| Sobota, 20 września 2008 | Finał A         |

## Medaliści
| Złoto                                                 | Srebro                                           | Brąz                                                    |
| Rumunia · Georgeta Damian-Andrunache · Viorica Susanu | Rosja · Wiera Poczitajewa · Alewtina Podwiazkina | Białoruś · Wolha Szczarbaczenia-Żylska · Taciana Kuchta |

## Wyniki

### Wyścig pokazowy
Reguła kwalifikacji: 1... → FA
| Miejsce | Zawodnik                                   | Kraj     | Czas    | Uwagi |
| ------- | ------------------------------------------ | -------- | ------- | ----- |
| 1       | Georgeta Damian-Andrunache Viorica Susanu  | Rumunia  | 7:18,88 | FA    |
| 2       | Wiera Poczitajewa Alewtina Podwiazkina     | Rosja    | 7:23,70 | FA    |
| 3       | Gabrielė Albertavičiūtė Vaida Arbočiūtė    | Litwa    | 7:29,20 | FA    |
| 4       | Wolha Szczarbaczenia-Żylska Taciana Kuchta | Białoruś | 7:31,12 | FA    |
| 5       | Simona Roccarina Samanta Molina            | Włochy   | 7:44,18 | FA    |

### Finał A
| Miejsce | Zawodnik                                   | Kraj     | Czas    | Uwagi |
| ------- | ------------------------------------------ | -------- | ------- | ----- |
|         | Georgeta Damian-Andrunache Viorica Susanu  | Rumunia  | 7:17,53 |       |
|         | Wiera Poczitajewa Alewtina Podwiazkina     | Rosja    | 7:19,05 |       |
|         | Wolha Szczarbaczenia-Żylska Taciana Kuchta | Białoruś | 7:21,35 |       |
| 4       | Simona Roccarina Samanta Molina            | Włochy   | 7:25,83 |       |
| 5       | Gabrielė Albertavičiūtė Vaida Arbočiūtė    | Litwa    | 7:29,31 |       |